# Teatrul Național „Vasile Alecsandri” din Bălți
Teatrul Național „Vasile Alecsandri” din Bălți a fost fondat la 16 mai 1957, mai întâi ca trupă moldovenească pe lângă teatrul rus, care activa în Bălți din anul 1947. Denumirea curentă o primește la 16 mai 1990. Clădirea teatrului a fost inaugurată în aceeași zi.

## Istoric

### Începuturi
Vechea clădire a Teatrului Muzical Dramatic „Vasile Alecsandri” a fost inaugurată în anul 1934 și se numea Teatrul „Scala” – denumirea era imprimată și pe mozaicul din foaierul mic. Avea 659 de locuri și balcon, cu o acustică foarte bună a sălii de spectacole. Deși era și o mică trupă de actori bălțeni, localul era destinat, cu preponderență, trupelor sosite în turneu. Astfel, aici au evoluat „Ateneul popular” din Iași, condus de Vasile Popovici, Teatrul „Cărăbuș” al lui Constantin Tănase și faimoasa „Alahamdra” – ambele din București. Pe scena Teatrului „Scala” au evoluat Maria Filotti, George Enescu, Maria Tănase, Gică Petrescu și mulți alții.

### Perioada sovietică
Vechea clădire făcea parte dintr-un ansamblu arhitectonic în componența căruia intrau cinematografele „Lux” și „Modern”. În timpul celui de-al doilea război mondial clădirile au fost devastate și restaurate în 1945. În anul 1946 aici a fost fondat Teatrul Rus, desființat printr-o decizie a Ministerului Culturii în vara anului 1975.
În anul 1963 clădirea a fost reconstruită: o anexă cu trei caturi, amenajată cu cabine de machiaj, ateliere de butaforie și perucherie, birouri și o încăpătoare sală de repetiții. Pe data de 21 martie 1957 apare ordinul Ministerului Culturii nr. 162, care prevedea fondarea trupei moldovenești în componența Teatrului Moldovenesc-Rus Muzical Dramatic. În ziua de 16 mai a aceluiași an trupa își începe activitatea sub bagheta regizorală și pedagogică a lui Boris Harcenco.
La 11 august 1957 are loc premiera primului spectacol al tânărului colectiv dramatic cu piesa Chirița în Iași sau Două fete și-o neneacă de Vasile Alecsandri, în regia lui Boris Harcenco. Din distribuție făceau parte Iulian Codău, Mihai Volontir, Anatol Pînzaru, Veronica Savca, Victor Ciutac, Efim Lazarev, Alexandru Morarenco, Vasile Buzatu, Valentina Ghițac. Cu anii o parte din actorii primului spectacol bălțean au fost angajați în teatrele „A.S. Pușkin” și „Luceafărul” din Chișinău.
În anul 1966, la 4 mai, Teatrului Moldovenesc-Rus din Bălți i se conferă numele lui Vasile Alecsandri. La 19 ianuarie 1970, prin ordinul Ministerului Culturii nr. 12-k, colectivul teatrului este reorganizat în Teatrul Moldovenesc Muzical Dramatic și Teatrul Rus. La 26 ianuarie 1990, printr-o decizie a Guvernului, Teatrului „Vasile Alecsandri” i se conferă statut „Național” – primul Teatru Dramatic Național din Republică.
De la 11 august 1957 și până la 27 iulie 2012 pe scena bălțeană au fost montate 289 spectacole. A suta premieră a avut loc la 17 mai 1981 cu un spectacol de Vasile Alecsandri, iar premiera nr. 200 a avut loc la 5 august 2002 cu piesa Un clopot pentru Molda de Ion Puiu.
Noua clădire (584 de locuri), construită între anii 1978 și 1991, a fost inaugurată festiv în ziua de 19 mai 1991. Clădirea a fost edificată după proiectul arhitectei din Moscova Ianina Galperina. Este construită după un plan individual și are un rol important urbanistic pentru organizarea spațiului aferent – Piața Vasile Alecsandri. Pe frontispiciul clădirii este postată compoziția sculpturală „Teatru”, autor fiind artistul Iurie Hvorovski. Această compoziție este inclusă în registru, la poziția 30 din compartimentul orașul Bălți, beneficiind de statut de monument de artă de importanță națională. Teatrul dispune de două săli, mare și mică, ambele cu scene turnante. Sala mare dispune de 584 locuri.
În toamna anului 1992 și-a început activitatea, pe lângă trupa de bază, un grup de păpușari – „Gâgâlici”, discipolii regizorilor-pedagogi Titus Jucov și Victor Ștefaniuc.

## Repertoriu

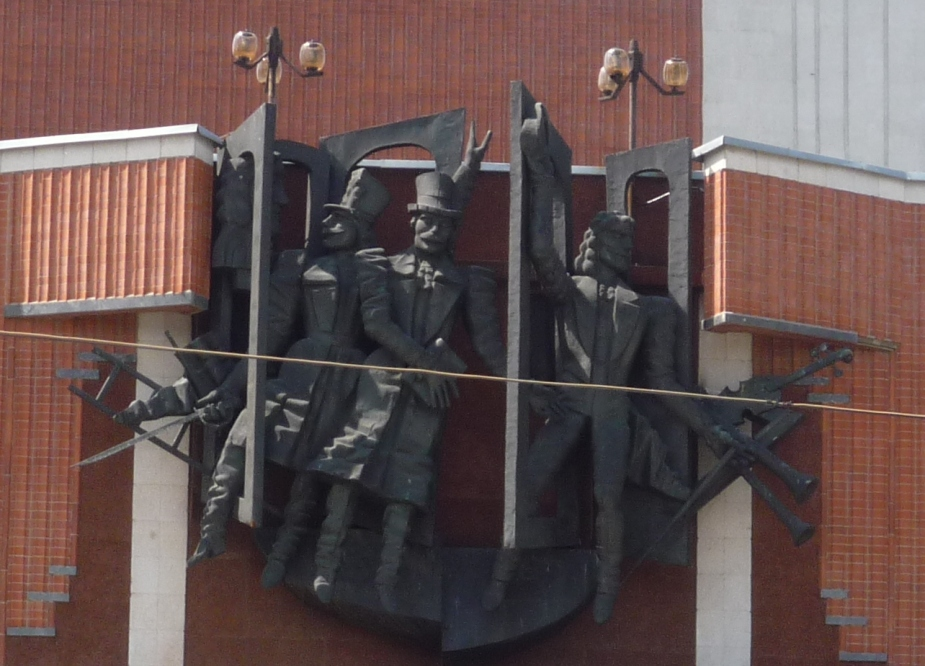
Compoziția sculpturală „Teatru”

Unul din obiectivele artistice de bază ale teatrului este montarea dramaturgiei naționale, astfel teatrul își alcătuiește repertoriul în principal pe texte ale autorilor din Republica Moldova și România. Aici au fost montate piesele unor dramaturgi locali ca Ion Druță, Dumitru Matcovschi, Petru Cărare, precum și texte ale autorilor care s-au lansat în ultimii ani în dramturgia națională: Val Butnaru, Mircea V. Ciobanu, Constantin Cheianu. Toți actorii Teatrului „V. Alecsandri” sunt absolvenți ai Universității Artelor din Republica Moldova..
Primul spectacol montat pe scena nouă a fost „Sosesc deseară” de Tudor Mușatescu, primul spectacol jucat pe această scenă la inaugurarea stagiunii 1991-1992 a fost „Agachi Flutur” de Vasile Alecsandri (12 octombrie 1991).
Pe scena bălțeană au fost montate piesele scriitorilor din R. Moldova: Gheorghe Malarciuc, Alexei Marinat, Aureliu Busuioc, Ion Druță, Petru Cărare, Arhip Cibotaru, Nicolae Esinencu, Ion Puiu, Val Butnaru, Constantin Cheianu, Gheorghe Calamanciuc, Nicolae Leahu, Maria Șleahtițchi, Mircea V. Ciobanu, Nicu Ursu, Ion Popescu, Andrei Strîmbeanu, Gheroghe Urschi, Mihai Prepeliță.
Au văzut lumina rampei piesele dramaturgilor contemporani români: Victor Eftimiu, Migâhail Sorbul, Tudor Mușatescu, D.R.Popescu, Victor Ion Popa, Dumitru Solomon, Matei Vișniec, Eugene Ionesco, Ion Băieșu, Marin Sorescu, Șuto Andraș, Tudor Popescu, Dan Tărchilă, Valeriu Butulescu, Gheroghe Truță, George Astoloș, Ion D. Șerban.
Dramaturgie clasică națională: Vasile Alescandri, Bogdan Petriceicu Hașdeu, Ion Luca Caragiale, Constantin Stamati-Ciurea, Mihai Eminescu,Ion Creangă, Alexandru Donici.
Dramaturgie clasică universală: William Shakespeare, Aristofan, Moliere, Carlo Goldoni, August Strindberg, Federico Garsia Lorca, David Kldiașvili, Alexandr Ostrovski, Nikolai Gogol, Henri Filding, Calderon de la Barca, Yan Rainis, Țagareli, Frații Grimm, Oscar Wilde.
În sala „Atelier” (60 de locuri) au văzut lumina rampei piesele: „Domnișoara Iulia”, „Cain și Abel”, „Țin minte că va ninșe…”, „Buzunarul cu pîine”, „Camera miresei”, „Maimuța de pluș”, recitaluri de poezie.
Regizorii teatrului bălțean: Boris Harcenco, Anatol Pînzaru, Anatol Rusu, Ion Ciubotaru, Dumitru Griciuc, Nicu Ursu. Au montat în diferite perioade: Mihai Volontir, Iulian Codău, Anatol Răcilă, Constantin Stavrat, Ion Puiu, Mihai Gîrnu, Victor Drumi, Ion Marcoci, Ciprian Răcilă, Ina Ilașciuc-Ungureanu.
Regizorii invitați pe scena teatrului „Vasile Alecsandri”: Nadejda Aronețki, Valeriu Cupcea, Vitalie Rusu, Margarita Panfilova, Veniamin Apostol, Sandri Ion Șcurea, Ion Bordeianu, Silviu Fusu, Leonid Cibotaru, Vasile Haritoh, Corneliu Păvăloi, Ion Popescu, Mihai Țărnă, Tudor Macovenco, Gheorghe Urschi, Victor Ignat.
Primul turneu la Chișinău (25 – 30 septembrie 1965): „Evadare din rai”, „Năpasta”, „Oficiul bunelor servicii GREIERAȘUL”, „Vinovați fără vină”, „Viață legată cu ață”.
Al doilea turneu la Chișinău (4-15 septembrie 1971 : „Esop”, „O vacanță la Moscova”, „Nu-ți plătesc”, „Servus, Peter!”, „Doamna Spiriduș”, „La monumentul eroilor”.
Al treilea turneu la Chișinău (14-27 mai 1977): „Ședința unui comitet de partid”, „Doi morți vii”, „Oameni energici”, „Oficiul bunelor servicii GREIERAȘUL”, „Erioma, Dănilă și Ucigă-l toaca”, „Corb la corb nu scoate ochii”, „Al noulea cucernic”, „Vivat Cuțulea!”.
Al patrulea turneu la Chișinău (8-29 mai 1982: „Despot Vodă”, „Grădina de trandafiri”, „Odochia”, „Al noulea cucernic”, „Bani pentru Maria”, „Sfînt și păcătos”, „Frunza de la urmă”, „Numai eu și satul neu”, „Millo-director”, „Kir Zuliaridi”.
Al cincilea turneu la Chiținău (22-26 martie 2002): „Greierașul și Furnica”, „Domnișoara Nastasia”, „Ivan Turbincă”, „Ovidiu”, „Măturilă și Pomponică”, „Prostia omenească”.
La televiziunea din Cernăuți au fost jucate 62 de spectacole; la cea din Ujgorod – 8 spectacole; la cea din Chișinău – 25 spectacole; la Radioul republican – 15 spectacole.
Titluri onorifice: Mihai Volontir, artist al poporului din URSS, Laureat al Premiilor de Stat ale RSSM și RSFSR. Anatol Pînzaru, artist al poporului, Emilia Lupan, artistă a poporului, Eufrosinia Dobîndă-Volontir, artistă a poporului,Anatol Răcilă, artist al poporului, cavaler al Ordinului de Onoare, Vitaluie Todiraș, artist al poporului,Constantin Stavrat,artist al poporului, Ion Marcoci, artist al poporului, Eufrosinia Ureche-Capmare,artistă emerită, Iulia Șumanschi, artistă emerită, Ana Țăruș, artistă emerită, Ina Ilașciuc-Ungureanu, artistă emerită, Silvia Țurcanu, artistă emerită, Ciprian Răcilă, artist emerit,Gheorghe Crudu, artist emerit, Victor Palii, maestru în artă, Dumitru Griciuc, maestru în artă, Victor Odagiu, artist emerit, Anatol Burlacu, artist emerit, Pavel Proca, maestru în artă, Vasile Petrenco, lucrător emerit.
Pavel Goia – dirijor orchestrei (1970), Grig Toporeț – dirijor orchestrei ”Crai Nou” (1990).
Festivaluri internaționale și naționale în Republica Moldova, România, Ukraina.
Directorii teatrului: Tudor Marșalcovschi (1970-1974), Mihai Grecu (1974-1978), Ștefan Criganuță (1979-1981), Aurel Puică (1983-1986), Eugeniu Caras (1987-1988), Pavel Proca (1989-1990), Anatol Răcilă (1990, din 2004 – director general).
În 1996, la sugestia directorului teatrului A. Răcilă, rectorul Universității „Alecu Russo” – acad. Nicolai Filip a acceptat înființarea facultății de actorie pe lîngă universitatea bălțeană.Prima promoție – 2000, a doua promoție – 2005.
În ziua de 22 octombrie 2001, cu prilejul aniversării a 180-a a Bardului de la Mircești, a fost dezvelit bustul lui Vasile Alecsandi, donație a Fundației „Mihai Viteazul” din Iași.Clădirea Teatrului, unicală în R. Moldova, este monument de însemnătate națională.